# Bromley kerület
Bromley kerület London külső részén fekvő kerülete. Területe 59 négyzetmérföld (153 km²), aminek a nagyobbik része zöldterület. A kerület Nagy-London legnagyobb kerülete. A lakott részek többsége a nyugati és az északi részen, valamint az ezektől távol délen fekvő Biggin Hill. 

## Fekvése
A kerületet nyugaton Croydon, északon Southwark, Lewisham, Greenwich és Bexley határolja.

## Népessége
A kerület népessége a korábbiakban az alábbi módon alakult:
| Lakosok száma | 314 000 | 324 900 | 331 096 | 329 578 |
|               | 2012    | 2015    | 2018    | 2022    |

## Története
A többi londoni kerülethez hasonlóan ezt is 1965 áprilisában hozták létre. Ehhez Bromley Önkormányzati Kerület, Beckenham Önkormányzati Kerület, Penge Városi Körzet, Orpington Városi Körzet és Chislehurst and Sidcup Városi Körzet egy része tartozik.

## Körzetei
- Anerley ennek egy része 
  - Crystal Palace
- Beckenham
  - Eden Park
  - Elmers End,
  - New Beckenham,
  - Upper Elmers End)
- Bickley
- Biggin Hill
- Bromley
  - Bromley Park,
  - Park Langley,
  - Plaistow,
  - Shortlands
  - Widmore
- Bromley Common
- Chelsfield
- Chislehurst
- Chislehurst West
- Downe
- Elmstead
- Farnborough
  - Locksbottom
- Green Street Green
- Hayes
- Keston
- Nash
- Kevington
- Mottingham
- Orpington Urban
  - Crofton,
  - Derry Downs,
  - Goddington
- Penge
- Petts Wood
- Pratt's Bottom
- Shortlands
- Southborough
- St Mary Cray Poveresttel
- St Paul's Cray
- Sundridge
- West Wickham
- Coney Hall

## Testvérváros
- Neuwied, Németország.